# مارسيل كلود
مارسيل كلود (بالإسبانية: Marcel Claude)‏ هو اقتصادي تشيلي، ولد في 26 فبراير 1957 في سانتياغو في تشيلي.